# Penlop
Penlop is een woord uit het Dzongkha en kan worden vertaald als gouverneur. De penlops van Bhutan waren voor de vereniging van het land heersers over bepaalde districten, maar ondergeschikt aan de Wangchuk-dynastie. Tot op heden wordt de koning van Bhutan penlop van Trongsa genoemd.